# Howard McNamara
Howard Dennis McNamara, kanadski profesionalni hokejist, * 3. avgust 1893, Randolph, Ontario, Kanada, † 24. september 1940, Deseronto, Ontario, Kanada.
McNamara je igral na položaju branilca od 1908 do 1920. Dve sezoni je igral za moštvo Montreal Canadiens, eno v ligi National Hockey Association in eno v ligi NHL. Leta 1916 je s Canadiensi osvojil Stanleyjev pokal. Imel je dva starejša brata, ki sta bila tudi profesionalna hokejista - Harolda in Georga. 

## Kariera
Rodil se je v Randolphu in se pri 12 letih preselil v Sault Ste. Marie, Ontario. Skupaj z bratom Georgem se je v sezoni 1911/12 pridružil Maritime Professional Hockey League moštvu Halifax Crescents in z njim tvoril udarni dvojec "Dynamite Twins" ("Dinamitna dvojčka"). Brata sta bila v primerjavi z ostalimi igralci svoje dobe neobičajno velika in sta zato tvorila sijajen branilski par. Jeseni 1912 se je Howard za tri sezone preselil v Toronto. Zatem je postal kapetan NHA moštva Montreal Canadiens in z njim leta 1916 osvojil Stanleyjev pokal. Kariero je končal leta 1920. 

## Pregled kariere
Odebeljeno - reprezentančni nastopi, glej tudi Statistika pri hokeju na ledu.
| Moštvo                     | Liga             | Sezona |    | Redni del | Redni del | Redni del | Redni del | Redni del | Redni del |   | Končnica | Končnica | Končnica | Končnica | Končnica | Končnica |
| -------------------------- | ---------------- | ------ | -- | --------- | --------- | --------- | --------- | --------- | --------- | - | -------- | -------- | -------- | -------- | -------- | -------- |
| Moštvo                     | Liga             | Sezona | OT | G         | P         | T         | +/-       | KM        | OT        | G | P        | T        | +/-      | KM       |          |          |
| Montreal Shamrocks         | ECHA             | 08/09  |    | 10        | 4         | 0         | 4         |           | 61        |   |          |          |          |          |          |          |
| Sault Ste. Marie Marlboros | Ekshib.          | 08/09  |    | 2         | 4         | 0         | 4         |           | 6         |   |          |          |          |          |          |          |
| Berlin Dutchmen            | OPHL             | 09/10  |    | 8         | 4         | 0         | 4         |           | 28        |   |          |          |          |          |          |          |
| Cobalt Silver Kings        | NHA              | 09/10  |    | 6         | 0         | 0         | 0         |           | 15        |   |          |          |          |          |          |          |
| Waterloo Colts             | OPHL             | 10/11  |    | 15        | 2         | 0         | 2         |           |           |   | 1        | 0        | 0        | 0        |          |          |
| Halifax Crescents          | MPHL             | 11/12  |    | 11        | 4         | 0         | 4         |           | 26        |   |          |          |          |          |          |          |
| Toronto Tecumsehs          | Ekshib.          | 12/13  |    | 20        | 12        | 0         | 12        |           | 62        |   |          |          |          |          |          |          |
| Toronto Ontarios           | NHA              | 13/14  |    | 20        | 7         | 6         | 13        |           | 36        |   |          |          |          |          |          |          |
| Toronto Shamrocks          | NHA              | 14/15  |    | 18        | 4         | 1         | 5         |           | 67        |   |          |          |          |          |          |          |
| Montreal Canadiens         | NHA              | 15/16  |    | 24        | 10        | 7         | 17        |           | 119       |   |          |          |          |          |          |          |
| Montreal Canadiens         | Stanleyjev pokal | 15/16  |    |           |           |           |           |           |           |   | 5        | 0        | 0        | 0        | 0        | 24       |
| 228. bataljon iz Toronta   | NHA              | 16/17  |    | 12        | 11        | 3         | 14        |           | 36        |   |          |          |          |          |          |          |
| Montreal Canadiens         | NHL              | 19/20  |    | 10        | 1         | 0         | 1         |           | 4         |   |          |          |          |          |          |          |
| Skupaj                     |                  |        |    | 156       | 63        | 17        | 80        |           | 460       |   | 6        | 0        | 0        | 0        | 0        | 24       |

## Zasebno življenje
Tako Howard kot George sta služila v prvi svetovni vojni. George je po činu napredoval od poročnika do majorja. Po vrnitvi iz Evrope sta brata ustanovila gradbeno podjetje McNamara Construction Company, ki je zrasla v cvetoče podjetje. 
Howard McNamara je umrl med ribiškim izletom blizu Deseronta (Ontario, Kanada) na svoji jahti »Brigadier«. Vzrok smrti je bil zastoj srca.